# Mimulosia incerta
Mimulosia incerta är en fjärilsart som beskrevs av De Toulgoët 1958. Mimulosia incerta ingår i släktet Mimulosia och familjen björnspinnare. Inga underarter finns listade i Catalogue of Life.